# Газовий бар'єр
Газовий бар'єр (рос. газовый барьер, англ. gas barrier, нім. Gasbarriere f) – 
1) Частина вугільного пласта поблизу виробки, де газопроникність мінімальна. 
2) Обмеження виробничої потужності вугільної шахти (виїмкової дільниці) за газовим фактором.